# 힙합 패션

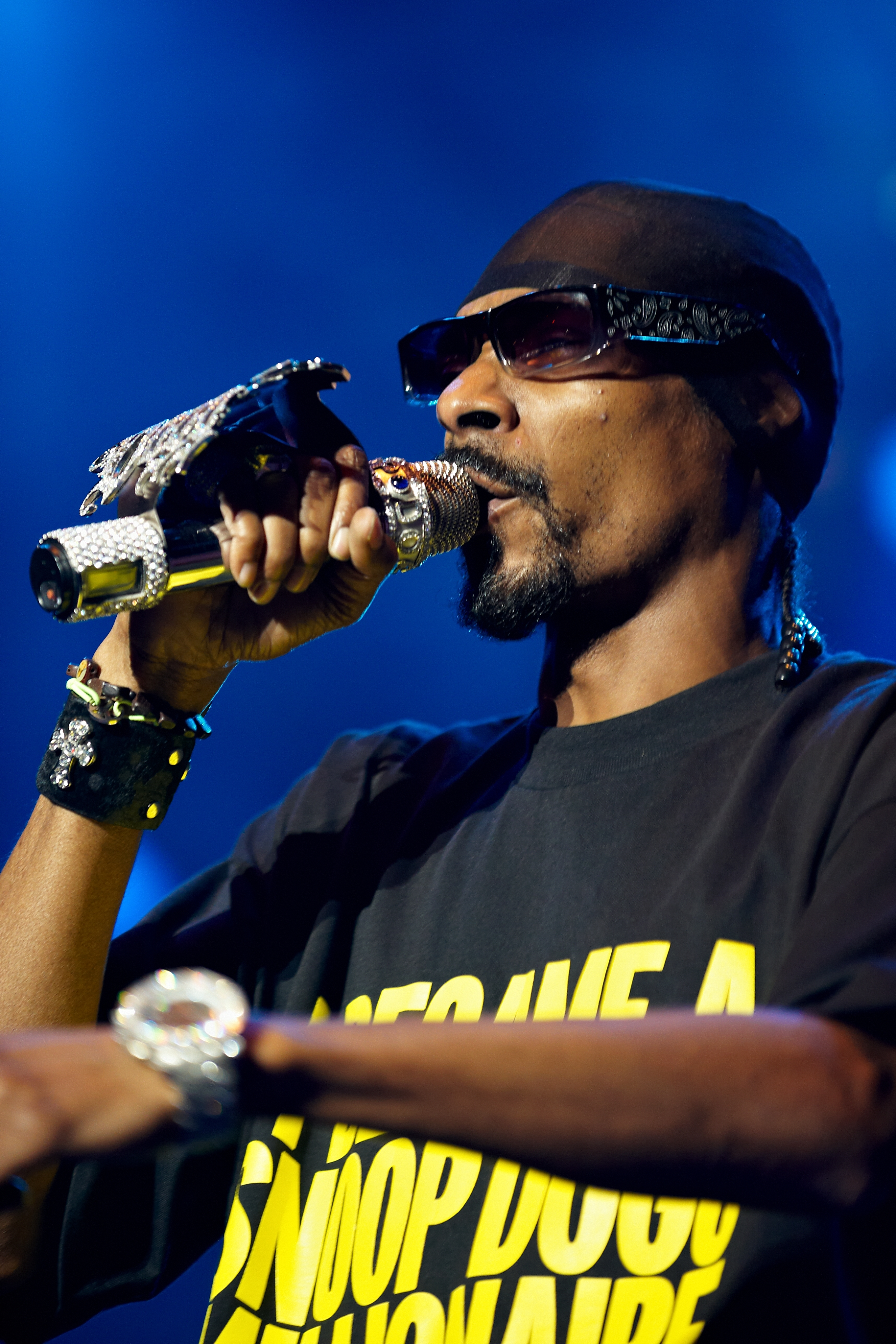
래퍼 스눕 독의 2009년 쇼

힙합 패션(Hip-hop fashion)은 힙합 문화를 구성하는 하나의 요소로써 그 시초는 놀 때 방해되지 않는 딱맞는 옷이나 댄스복, 에어로빅 의상 등의 타이트한 핏을 선호하다가 그 춤사위의 모습을 더 효과적으로 보이게 하고자 거구들이 입는 빅싸이즈 옷과 무거운 것을 매달은 긴 목걸이가 유행하게 되었다. 이러한 요소들이 현재 유명 힙합 뮤지션들에 의한 패션 비지니스의 상업 테마이다.